# Pseudosiccia lichenaria
Pseudosiccia lichenaria är en fjärilsart som beskrevs av Walter Karl Johann Roepke 1956. Pseudosiccia lichenaria ingår i släktet Pseudosiccia och familjen nattflyn. Inga underarter finns listade.